# Ocean Rain
Ocean Rain — четвертий студійний альбом англійської групи Echo & the Bunnymen, який був випущений 4 травня 1984 року.

## Композиції
1. Silver (пісня) — 3:22
2. Nocturnal Me — 4:57
3. Crystal Days — 2:24
4. The Yo Yo Man — 3:10
5. Thorn of Crowns — 4:52
6. The Killing Moon — 5:50
7. Seven Seas (пісня) — 3:20
8. My Kingdom — 4:05
9. Ocean Rain — 5:12

## Учасники запису
- Іен Маккаллох — вокал, гітара
- Уїлл Сарджент — гітара
- Лес Паттінсон — бас гітара
- Піт де Фрейтас — ударні